# Президент Джибути
Президент Джибути — глава государства и правительства Джибути. Страна является президентской республикой, поэтому президент имеет большие полномочия. Президент имеет серьёзное влияние на правительство и является Верховным Главнокомандующим Вооружённых сил Джибути. Исполнительная власть осуществляется президентом и правительством (Совет Министров). Правительство возглавляется премьер-министром. Однако, в стране преобладает клановая общественная иерархия, в результате чего эти группы представителей пытаются овладеть ключевыми постами в исполнительной сфере, и поставить на должность премьер-министра ключевую персону определённого клана. Если Президент Республики, в силу обстоятельств, временно приостанавливает выполнение своих обязанностей, то функции Президента временно исполняет Премьер-министр. Президент Республики избирается на 5 лет путём всеобщего прямого голосования по мажоритарной избирательной системе в два тура. Он имеет право быть переизбранным только один раз.

## Требования к кандидатам в президенты
Любой кандидат на пост Президента должен быть только джибутийцем, обладающим гражданскими и политическими правами, не моложе 40 лет. Закон определяет требования к кандидатам и правила их выдвижения, условия проведения подсчёта голосов и оглашения результатов. Он предусматривает все надлежащие приготовления для проведения свободных и правомерных выборов.

## Вакансия должности
Если Президент Республики, в силу обстоятельств, временно приостанавливает выполнение своих обязанностей, то функции Президента временно исполняет Премьер-министр. В случае вакантного места на должность Президента по какой-либо причине или бесповоротных препятствий, засвидетельствованных Конституционным судом, по предложению Премьер-министра или председателя Национального собрания, временное исполнение обязанностей президента возложено на председателя Верховного суда, который не может быть кандидатом на пост Президента в течение всего периода замещения. В период временного исполнения обязанностей Президента Правительство не может быть ни распущено, ни реорганизовано. Так же не могут быть распущены или изменены никакие институты республики. Новые выборы имеют место минимум в тридцатидневный и максимум сорокапятидневный срок с момента констатации вакантного места на должность Президента или бесповоротности препятствий.

## Полномочия
Президент Джибути:
- Является главой государства и правительства;
- Обеспечивает исполнительную власть;
- Является воплощением единства нации;
- Обеспечивает континуитет государства;
- Является гарантом национальной безопасности, государственной независимости, территориальной неприкосновенности, соблюдения конституции, договоров и международных соглашений;
- Определяет и проводит политику нации;
- Наделён распорядительной властью;
- Может направлять обращения к народу;
- Является главнокомандующим армией;
- Назначает лиц высшего командования и начальников отдельных воинских частей;
- Награждает орденами;
- Обладает правом помилования;
- Проконсультировавшись с Председателем Национального собрания и Президентом Конституционного совета, может выносить на референдум любой законопроект;
- Назначает Премьер-министра, а уже по предложению Премьер-министра назначает других членов Правительства. Он определяет и прекращает их полномочия;
- В пятнадцатидневный срок ратифицирует Законы, принятые Национальным собранием, начиная с момента их подачи, если он не высказывается за второе чтение в вышеупомянутом Национальном собрании;
- Обращается в Конституционный суд, если полагает, что Закон противоречит Действующей Конституции;
- Следит за исполнением судебных решений;
- Заключает и утверждает Международные договора и соглашения, который поданы на ратификацию Национальным собранием;
- Назначает и уполномочивает дипломатических и чрезвычайных представителей в Иностранные Державы;
- В случае, если институты Республики, независимость Нации, территориальная неприкосновенность или выполнение международных обязательств оказались под серьёзной и непосредственной угрозой, если было приостановлено функционирование органов государственной власти, то он может, с согласия Председателя Национального собрания и Президента Конституционного совета, а также обратившись с посланием к народу, предпринять любые меры, направленные на восстановление ровного функционирования органов государственной власти и обеспечения защиты Нации, за исключением пересмотра конституции;
- Имеет право на внесение поправок в проекты нормативных актов.

## Список президентов Джибути
| № | Президент | Президент                                                      | Начало полномочий | Окончание полномочий | Длительность правления | Партия                      | Выборы                   |
| - | --------- | -------------------------------------------------------------- | ----------------- | -------------------- | ---------------------- | --------------------------- | ------------------------ |
| 1 |           | Хассан Гулед Аптидон (1916—2006) сомал. Xasan Guuleed Abtidoon | 27 июня 1977      | 8 мая 1999           | 21 год 315 дней        | Народный митинг за прогресс | 1981 1987 1993           |
| 2 |           | Исмаил Омар Гелле (1946—) сомал. Ismaaciil Cumar Geelle        | 8 мая 1999        | настоящее время      | 26 лет 30 дней         | Народный митинг за Прогресс | 1999 2005 2011 2016 2021 |